# Chi Sài long
Apodytes là một chi chứa khoảng 8 loài cây gỗ thường xanh, sinh sống trong khu vực từ vùng nhiệt đới châu Phi (chủ yếu là đông và nam châu Phi), Madagascar và các đảo trong Ấn Độ Dương, Ấn Độ, Đông Nam Á cho tới New Caledonia và đông bắc Australia.

## Miêu tả
Tất cả các loài đều có lá đơn, mép nguyên, dai bóng như da và các chùy hoa phân nhiều nhánh, chứa các hoa nhỏ màu trắng với các cánh hoa cong ngược lại và các nhị hoa dễ thấy. Quả là quả hạch nhỏ với phần phụ dày cùi thịt ở một bên gắn với quả, gọi là giả áo hạt.

## Phân loại
Chi này trước đây được đặt trong họ Icacinaceae nghĩa rộng và đa ngành, nhưng kể từ khi họ này bị chia nhỏ thì nó đã không được đặt vào bộ hay họ nào. Nghiên cứu gần đây gợi ý rằng nó gắn với bộ Garryales, nhưng có lẽ không đủ gần để cho phép mở rộng bộ này ra để gộp cả nhóm có chứa chi này.

## Các loài
- Apodytes abbottii: tỉnh Natal, Nam Phi.
- Apodytes bebile: Madagascar.
- Apodytes brachystylis: miền Australasia.
- Apodytes clusiifolia (đồng nghĩa: Anisomallon clusiifolium): New Caledonia.
- Apodytes dimidiata (đồng nghĩa: A. acutifolia, A. beddomei, A. benthamiana, A. bequaertii, A. cambodiana, A. curtisii, A. emirnensis, A. frappieri, A. gardneriana, A. giung, A. hazomaitso, A. imerinensis, A. inversa, A. javanica, A. mauritiana, A. stuhlmannii, A. tonkinensis, A. yunnanensis, Hemilobium ficifolium, Icacina mauritiana, Mappia philippinensis, Neoleretia philippinensis, Nothapodytes philippinensis): châu Phi, Madagascar và các đảo trong Ấn Độ Dương, qua Nam Á, Đông Nam Á tới New Caledonia và đông bắc Australia (Queensland). Loài này cũng có tại Việt Nam với các tên gọi như sài long, dan, dân, giung, niều, niểu.
- Apodytes geldenhuysii: Tỉnh Cape, Nam Phi.
- Apodytes grandifolia (đồng nghĩa: A. macrocarpa): Madagascar.
- Apodytes thouvenotii: Madagascar.